# Teodor Corban
Teodor Corban, né à Iași (Roumanie) le 28 avril 1957 et mort le 17 janvier 2023 à Bucarest (Roumanie), est un acteur roumain.

## Filmographie partielle

### Au cinéma
- 2006 : 12 h 08 à l'est de Bucarest de Corneliu Porumboiu
- 2007 : 4 mois, 3 semaines, 2 jours (4 luni, 3 săptămâni și 2 zile) de Cristian Mungiu
- 2008 : California Dreamin' (Nesfârșit) de Cristian Nemescu : le secrétaire d'État
- 2009 : Contes de l'Âge d'Or de Hanno Höfer, Razvan Marculescu, Cristian Mungiu, Constantin Popescu et Ioana Uricaru
- 2012 : Au-delà des collines (După dealuri) de Cristian Mungiu
- 2015 : Aferim! de Radu Jude
- 2015 : L'Étage du dessous de Radu Muntean